# 青山めぐ
青山 めぐ（あおやま めぐ、1988年9月28日 - ）は、日本のタレント、レースクイーン、グラビアアイドル、ラウンドガール、女優。愛称は、めぐめぐ。埼玉県出身。埼玉県立所沢西高等学校卒業。現在は、プラチナムプロダクション所属。

## 略歴・人物
3人兄妹の長女（2歳下の弟と、5歳下の妹がいる）として、埼玉県に生まれる。
OLとして働いたあと、実家で過ごしていた22歳の時、友人からレースクイーンのオーディションに誘われ、受かり、2011年、SUPER GTのサポートレース「ポルシェ・カレラカップジャパン」に参戦する「DIRECTION RACING」のRQ“DIRECTIONガール”の一員としてレースクイーンデビュー。
2012年、SUPER GT「PACIFIC FAIRIES」の一員として活動する一方、D1グランプリで「GOODYEARエンジェル」としても活動する。
2013年、それまで在籍していたミニマックスから、プラチナムプロダクションに事務所を移籍。この年は、SUPER GT「SUBARU BRZ GALS "BREEZE"」のレースクイーンを務め、同年9月12日「レースクイーン・オブ・ザ・イヤー12 - 13」を受賞。プラチナム所属者としては大矢真夕（2009年）、菜々緒（2010年）に続く3人目の受賞となった（埼玉県出身者の受賞も菜々緒以来3年ぶりである）。
現在はレースクイーンは卒業し、主にタレント業で活動。雑誌グラビアにも登場する他、スマートフォン放送局で冠番組を2本担当していた。また2014年秋から1年間、K-1 WORLD GPのラウンドガールを務めていた。2016年6月には『BURAI～女王陛下は武士がお好き～』で初の舞台出演を果たす。
趣味は、ヘアメイク、ゲーム。特技は、ダンス、柔道（黒帯）、ストレッチ。
犬1匹と猫20匹を飼っている。

## 作品

### 映像作品
- Primeria（2014年3月26日、イーネット・フロンティア） - EAN 4571369482654
- IMPACT（2014年10月20日、ラインコミュニケーションズ） - EAN 4529971006645

### 動画配信
- I-ONE NEXT 青山めぐ（2017年11月2日、I-ONE NEXT）

### 写真集
- Megu2020（2020年3月14日、ワニブックス、撮影：佐藤裕之）ISBN 978-4847082641
- 黒ギャル艶肌写真集 GIRA★GIRA（2020年10月2日、一迅社、撮影：トモ・キノシタ ）ISBN 978-4758016995 共演：葉月あや、HIKARU、まぁみ

### 電子書籍
- VIRGIN GRAVURE 青山めぐ1 [sabra net e-Book]（2014年8月22日、小学館）
- VIRGIN GRAVURE 青山めぐ2 [sabra net e-Book]（2014年8月22日、小学館）
- VIRGIN GRAVURE 青山めぐDX [sabra net e-Book]（2014年8月22日、小学館）
- 青山めぐ「IMPACT」 Idol Line（2014年12月12日、ラインコミュニケーションズ）
- MEGU-MIX！ 青山めぐ3 [sabra net e-Book]（2015年9月18日、小学館）
- MEGU-MIX！ 青山めぐ4 [sabra net e-Book]（2015年9月18日、小学館）
- MEGU-MIX！ 青山めぐDX（2015年9月18日、小学館）
- SPA!デジタル写真集 青山めぐ (SPA!BOOKS) （2018年7月24日、扶桑社、撮影：時永大吾）
- 青山めぐ レースクイーン（2015年11月14日、ブレーントラストカンパニー）
- 青山めぐ 水着（豹柄）（2018年12月6日、ブレーントラストカンパニー）
- 青山めぐ オフィスレディ（2018年12月6日、ブレーントラストカンパニー）
- 青山めぐ 制服（2018年12月6日、ブレーントラストカンパニー）
- FLASHデジタル写真集　青山めぐ　エロすぎる“もも時計”の秘書（2019年10月31日、光文社、撮影：小塚毅之）
- 黒ギャル艶肌写真集 GIRA★GIRA （一迅社ブックスDF）（2020年10月2日、一迅社、撮影：トモ・キノシタ ）

## 出演

### テレビ番組
- 一夜づけ（2014年4月 - 、テレビ東京）
- 〜裏ネタワイド〜 DEEPナイト（2014年4月 - 9月、テレビ東京） - 準レギュラー
- お願い!モーニング（2014年10月 - 2015年3月、テレビ朝日） - 金曜日「週末女子会」に出演
- 月曜から夜ふかし（2018年 - 、日本テレビ） - 不定期出演
- ロンドンハーツ 女性芸能人スポーツテスト（2019年10月22日、2020年10月8日、2021年10月19日、2022年5月3日）
- ギリギリライブ 〜イマドキ女子のリアル生態調査〜（2021年7月21日 - 10月28日(27深夜)、北海道文化放送） - 準レギュラー

### テレビドラマ
- 問題のあるレストラン 第6話（2015年2月19日、フジテレビ）[16]
- ある日、アヒルバス 第8話（2015年8月23日、NHK BSプレミアム） - 女性社員 役[17]
- サイレーン 刑事×彼女×完全悪女 第1話、第7話（2015年10月20日、関西テレビ・フジテレビ系） - 孤坂瞳 役[18]
- そして、誰もいなくなった 第2話（2016年7月24日、日本テレビ）
- 全力失踪 第1話（2017年9月3日、NHK BSプレミアム）
- 今からあなたを脅迫します 第4話（2017年11月12日、日本テレビ）
- 99.9-刑事専門弁護士-SEASONⅡ 最終話（2018年3月18日、TBS） - 女教師 役[19]
- 連続テレビ小説 半分、青い。 第85話 - 第87話（NHK、2018年7月9日 - 11日） - 良子 役[20]
- ブラックスキャンダル 第4話（2018年、読売テレビ・日本テレビ） - 巻田美鈴 役
- 頭に来てもアホとは戦うな!（2019年4月23日 - 6月25日、日本テレビ・hulu） - 高梨凛子 役
- 家政夫のミタゾノ 第3シリーズ 第7話（テレビ朝日、2019年5月31日） - 最上愛子 役
- Heaven? 〜ご苦楽レストラン〜 最終話（2019年9月10日、TBS） - 秘書 役
- 美食探偵 明智五郎 第1話、第2話（日本テレビ、2020年4月12日 - 19日） -  川上エリ 役（役名はノンクレジット）
- 警視庁・捜査一課長2020 第3話（2020年4月23日、テレビ朝日） - 琴田七海 役
- 竜の道 二つの顔の復讐者 第1話（2020年7月28日、関西テレビ・フジテレビ系） - ホステス 役
- 24 JAPAN 第20話、第21話（2021年2月26日 - 3月5日、テレビ朝日）[21]
- モモウメ（2021年9月12日 - 11月14日、日本テレビ） - マウント女子 役
- この初恋はフィクションです EP.13（2021年11月2日、TBS）
- ファーストペンギン! 第1話（2022年10月5日、日本テレビ） - ユリア 役[22]
- 警視庁・捜査一課長スペシャル（2023年4月4日、テレビ朝日）[23]
- あらばしり 第3話・第5話（2025年1月24日・2月7日、読売テレビ） - 白滝如水 役

### 映画
- 暗殺教室（2015年、カメオ出演）
- クロスロード（2015年、カメオ出演）
- 闇金ウシジマくんPART3（2016年、カメオ出演）
- 50回目のファーストキス（2018年、カメオ出演）
- マスカレード・ホテル（2019年、カメオ出演）
- ミッドナイトスワン（2020年、カメオ出演）
- 地獄の花園（2021年5月21日、ワーナー・ブラザース映画） - 紫織の舎弟 役
- 劇場版TOKYO MER〜走る緊急救命室〜（2023年4月28日公開） - 中尾愛莉（YOKOHAMA MER 麻酔科医） 役

### 舞台
- BURAI〜女王陛下は武士がお好き〜（2016年6月9日 - 13日、東京芸術劇場シアターウェスト）[14]
- エンブリオ（羽栗アカネ役＠シアターサンモール）
- BURAIⅡ（2019年12月4日 - 8日、あうるすぽっと）

### イベント
- 東京オートサロン2013「スタイルワゴン×フジ・コーポレーションブース」（2013年1月、幕張メッセ） - 共演：高塚麻奈、岩崎由衣、武田あやり
- 東京ランウェイ2014S/S（2014年3月21日、国立代々木競技場第一体育館） - ワコールモデル[24]
- HOOST CUP LEGEND〜伝説降臨〜（2014年3月23日、名古屋国際会議場） - ラウンドガール[15]
- 三愛水着ショーモデル

### ラジオ
- オレたちゴチャ・まぜっ!〜集まれヤンヤン〜（2018年4月22日 - 2019年4月14日、MBSラジオ） - ヤンヤンガールズ10期生
- HELLO WORLD（J-WAVE）
- Emotional Beat 姫ラジ（レインボータウンエフエム放送）

### ネット配信

#### AbemaTV
- 極楽とんぼのタイムリミット
- 必殺！バカリズム地獄
- 邪道だらけの夜の大運動会2018（2018年4月30日 - 5月1日）
- 恋愛センター試験
- 橋本徹の即リプ！
- フジモンが芸能界から干される前にやりたい10のこと
- テレビじゃ教えてくれない！業界裏教科書
- チャンスの時間（2018年8月8日）[25]
- 格闘代理戦争

#### Hulu
- モモウメ（2021年9月10日 - 11月19日） - マウント女子 役

#### Netflix
- 新聞記者 第6話（2022年1月13日配信）
- サンクチュアリ -聖域- 第5話（2023年5月4日配信）- モデル 役[注 1]

### MV
- N.U.D.E 1stアルバム『N.U.D.E 1』収録曲『WOOGIE BOOGIER feat.CYPRESS UENO & COMA-CHI』（2019年9月25日、アルバムジャケットのモデルも務める）

### 雑誌
- カスタムバーニング（造形社） - モデルとして出演

### テレビCM
- キリンビール・スミノフ「らしさ全開編」30秒バージョン（2014年）

### その他CM
- アライ興産「スーパーコスモグループ」イメージキャラクター
- 株式会社キレイサローネイメージモデル
- 集英社『銀魂』第69巻 告知ポスター 坂田Ver.

## 冠番組

### 青山めぐのロックオンRQ！
青山めぐのロックオンRQ!（あおやまめぐのロックオンレースクイーン！）は、芸能プロダクション「リップ」が運営するスマートフォン放送局『マイスマTV』で生放送されていた、青山めぐ初の冠番組。
2013年12月18日から2014年12月24日まで全36回放送。東京都新宿区三栄町にある『ボナスタジオ』からの公開生放送。青山が毎回1名（2名の時あり）のレースクイーンをゲストに迎え、楽しいトークや企画をお届けする。
| 第1回             | 2013年12月18日 | 春菜めぐみ（SUBARU BRZ GALS“BREEZE”）                                              | |
| 第2回             | 2013年12月25日 | あべみほ（OGT!Angels） 福良真莉果（S Road Circuit Lady）                           | |
| 第3回             | 2014年1月8日   | 荒井つかさ（レーシングミクサポーターズ）                                           | |
| 第4回             | 2014年1月15日  | 前田ゆう （IA GIRL STARS/東京オートサロンイメージガール「A-class」）               | |
| 第5回             | 2014年1月22日  | 福滝りり（エヴァンゲリオンレーシングRQ）                                           | この回は青山がバリ島出張のため、春菜めぐみが代理MCを務めた。                                                                                             |
| 第6回             | 2014年1月29日  | 森脇亜紗紀 （東京オートサロンイメージガール「A-class」）                           | |
| 第7回             | 2014年2月5日   | 佐崎愛里（D'Stationフレッシュエンジェルズ）                                        | |
| 第8回             | 2014年2月12日  | 森園れん（エヴァンゲリオンレーシングRQ）                                           | |
| 第9回             | 2014年2月19日  | 森江朋美（SUBARU BRZ GALS“BREEZE”）                                                | |
| 第10回            | 2014年2月26日  | 野々村なぎ（REITO レーシングレディース）                                           | |
| 第11回            | 2014年3月5日   | 佐野真彩 （Weds Sport RACING PROJECT BANDOHレースクイーン）                        | |
| 第12回            | 2014年3月12日  | 細矢かな（EXEDYレースクイーン）                                                    | |
| 第13回            | 2014年3月19日  | 葵ゆりか（SYNTIUM Apple MP4-12c PETRONAS Queens）                                  | この回は青山が別仕事で欠席のため、前田ゆうが代理MCを担当。                                                                                               |
| 第14回            | 2014年3月26日  | 永瀬あや （アップガレージドリフトエンジェルス/TWS LM Corsa「TWSプリンセス」）      | |
| 第15回            | 2014年4月2日   | 真野淳子（SUBARU BRZ GALS“BREEZE”）                                                | |
| 第16回            | 2014年4月9日   | 和泉テルミ （アップガレージドリフトエンジェルス/LEXUS Team SaRD「KOBELCO GIRLS」） | |
| 第17回            | 2014年4月16日  | 渕脇レイナ（TWS LM Corsa「TWSプリンセス」）                                        | |
| 第18回            | 2014年4月23日  | 西村いちか（LEXUS Team SaRD「KOBELCO GIRLS」）                                     | |
| 第19回            | 2014年4月30日  | 吉浦遥（ZENT sweeties）                                                            | |
| 第20回            | 2014年5月7日   | 小林レイミ （LEXUS TEAM PETRONAS TOM'S「マツモトキヨシレースクイーン」）           | |
| 第21回            | 2014年5月14日  | 山村ケレール（レーシングミクサポーターズ）                                         | |
| 第22回            | 2014年5月21日  | 西村麻依（TEAM MACH マッハ車検GAL）                                                | |
| 第23回            | 2014年5月28日  | 乙幡紗紀（2012 PACIFIC FAIRIES）                                                   | 初めて放送年にRQをしていないゲストが登場。 青山と同じ2012年のPACIFIC FAIRIESメンバーで、現在は青山と同じ事務所に所属している。                           |
| 第24回            | 2014年6月4日   | つのだ香澄 （東京オートサロンイメージガール「A-class」/GAZOO Lady 2014）           | |
| 第25回            | 2014年6月11日  | 森脇亜紗紀（2014 ARTA GALS）                                                       | 2度目のゲスト出演。 |
| 第25回            | 2014年6月18日  | 春菜めぐみ（SUBARU BRZ GALS“BREEZE”）                                              | 代理MCを含めて3度目の登場。 |
| 第26回            | 2014年7月2日   | 松瀬結衣（2014 D'Station フレッシュエンジェルズ）                                  | この回より隔週放送となる。 |
| 第27回            | 2014年7月16日  | 坂本くるみ（SYNTIUM Apple MP4-12c PETRONAS Queens）                                | |
| 第28回            | 2014年7月30日  | 牧橋美輝（GAZOO Lady 2014）                                                        | |
| 第29回            | 2014年8月13日  | 工藤ゆい （小林自動車レーシングプロジェクト KPRレースクイーン）                    | |
| 第30回            | 2014年8月27日  | 渡瀬茜（OGT! Angels）                                                              | |
| 第31回            | 2014年9月10日  | 黒沢美怜（2010 RIRE RACING GIRLS）                                                 | 放送年にRQをしていない2人目のゲスト。 この3日後にアピタ長津田店で行われた「ジェンガ&メカノイベント」で共演するはずだったが、体調不良により欠席となった。 |
| 第32回            | 2014年9月24日  | 武田華恋（TOMEI SPORTS プラネックスガール）                                        | |
| 第33回            | 2014年10月22日 | 阿川麻美（2014 TOYO GIRLS）                                                        | |
| 第34回            | 2014年11月19日 | REIKA（OGT! Angels）                                                               | |
| 第35回            | 2014年12月3日  | 黒崎はるか（2013 aprエンジェルズ）                                                 | 元スリーライズ所属で、活動当時は「高島はるか」名義だったが、2014年に改名した。                                                                           |
| 第36回 （最終回） | 2014年12月24日 | 荒井つかさ、森園れん、 森脇亜紗紀、坂本くるみ、小林レイミ                          | これまで番組に登場したRQのうち5名が再登場。 当初は12月17日が最終回の予定だったが、青山が出演したテレビ番組のロケが長引いた影響でこの日に延期となった。   |

### 青山めぐの○○さんには内緒だよ?
青山めぐの○○さんには内緒だよ?（あおやまめぐのまるまるさんにはないしょだよ）は、2014年6月27日から2015年12月2日までの1年半にわたり、マイスマTVで放送されていたトークバラエティ番組。全36回。
先述のロックオンRQに続く青山めぐの冠番組としてスタート。レースクイーン以外の様々なタレントや各界の著名人をゲストに迎える。
なお、本番組の放送開始に伴い、ロックオンRQは毎週から隔週放送となっていた。
| 第1回             | 2014年6月27日  | 井口達也（漫画家）                                               | 品川ヒロシの小説『ドロップ』に登場する実在の人物。                                                                          |
| 第2回             | 2014年7月11日  | 平塚千瑛（モデル）                                               | 2011ミス・アース・ジャパンファイナリスト                                                                                    |
| 第3回             | 2014年7月25日  | あかね澪 （グラビアアイドル）                                    | 「asfi」を経て「LONDON BLUE」というグループの一員としてアイドル活動していたが、 本番組出演前の同年7月15日付で脱退している。 |
| 第4回             | 2014年8月8日   | 中嶌ジュテーム （ダンサー）                                      | 「パパイヤ鈴木とおやじダンサーズ」メンバー                                                                                  |
| 第5回             | 2014年8月21日  | かまだ聖子（ものまねタレント）                                   | 主に松田聖子のものまねで活動するニューハーフタレント。                                                                      |
| 第6回             | 2014年9月4日   | 奈月れい（歌手）                                                 | |
| 第7回             | 2014年9月18日  | バンドー太郎（ものまねタレント）                                 | 『ものまねグランプリ』（日本テレビ系）に登場する「ギャップオールスターズ」のメンバーとしても活躍。                          |
| 第8回             | 2014年10月3日  | 黒坂七郎（バルーンアーティスト）                                 | |
| 第9回             | 2014年10月17日 | Ko-1（マジシャン）                                               | |
| 第10回            | 2014年10月31日 | 小林梓（歌手、元カントリー娘。）                                 | |
| 第11回            | 2014年11月12日 | 高橋登也（作曲家・編曲家、別名“ハイパー高橋”）                   | この回より放送曜日が水曜日に変更。                                                                                          |
| 第12回            | 2014年11月26日 | 古新舜（映画監督）                                               | |
| 第13回            | 2014年12月10日 | 神木優（俳優）                                                   | |
| 第14回            | 2015年1月14日  | みると（オカリナ奏者）                                           | |
| 第15回            | 2015年1月28日  | ZIN（ヴォーカリスト） SHOJI（ギタリスト）                        | ロックバンド「Last Child」のメンバー。                                                                                      |
| 第16回            | 2015年2月11日  | 藤田大吾（シンガーソングライター、元aluto）                      | |
| 第17回            | 2015年2月25日  | 森川勝太（俳優）                                                 | |
| 第18回            | 2015年3月11日  | 鵜飼真帆（女優）                                                 | |
| 第19回            | 2015年3月25日  | ピコ (歌手)                                                      | |
| 第20回            | 2015年4月8日   | なのっくす。 （男性ヴォーカルユニット「ZOLA」メンバー）          | この回は青山が体調不良で欠席のため、杉浦亜衣と乙幡紗紀がピンチヒッターMCとして出演した。                                    |
| 第21回            | 2015年4月22日  | 将星（音楽ユニット「コラーゲンボーイズ」メンバー）               | サプライズで松岡卓弥も登場。                                                                                                |
| 第22回            | 2015年5月6日   | 鈴木勤（俳優・歌手）                                             | |
| 第23回            | 2015年5月20日  | 乃木坂ゆりな（モデル・タレント）                                 | 前の回に登場した鈴木と同じアドヴァンスプロダクションに所属。                                                                |
| 第24回            | 2015年6月3日   | うさまりあ（グラビアアイドル）                                   | 天龍プロジェクトのラウンドガールを務める。                                                                                  |
| 第25回            | 2015年6月17日  | TARU（プロレスラー）                                             | VOODOO-MURDERSメンバー。 |
| 第26回            | 2015年7月8日   | 望月彩（女優）                                                   | 魔界錬闘会メンバー。 サプライズで薊諒も登場した。                                                                           |
| 第27回            | 2015年7月22日  | バッファロー (プロレスラー)                                      | |
| 第28回            | 2015年8月5日   | 棚ボタ弘至 （お笑い芸人「どてちん岩ちゃん」）                    | |
| 第29回            | 2015年8月19日  | JD/ジョースケデンジャラス （お笑いプロレス「西口ドア」メンバー） | |
| 第30回            | 2015年9月2日   | 蛾野正洋（お笑い芸人）                                           | 蝶野正洋のそっくりさんとして西口ドアにも参戦する。                                                                          |
| 第31回            | 2015年9月16日  | 綾瀬凛（写真家・タレント）                                       | |
| 第32回            | 2015年9月30日  | LUU（コスプレイヤー）                                            | |
| 第33回            | 2015年10月14日 | 岩田サトシ（お笑いコンビ「ルネ」メンバー）                       | |
| 第34回            | 2015年10月28日 | 谷利沙紀（声優・歌手）                                           | |
| 第35回            | 2015年11月16日 | 斉藤めぐみ（歌手）                                               | 女優の斉藤めぐみとは別人。 この回のみ放送曜日が月曜日に変更。                                                               |
| 第36回 （最終回） | 2015年12月2日  | 乙幡紗紀、小林レイミ 坂本くるみ、森脇亜紗紀                      | 番組最多のゲスト4名で最終回を迎える。 小林・坂本・森脇はロックオンRQの最終回にも登場していた。                              |